# Heilig-Kreuz-Kirche (Schaftlach)

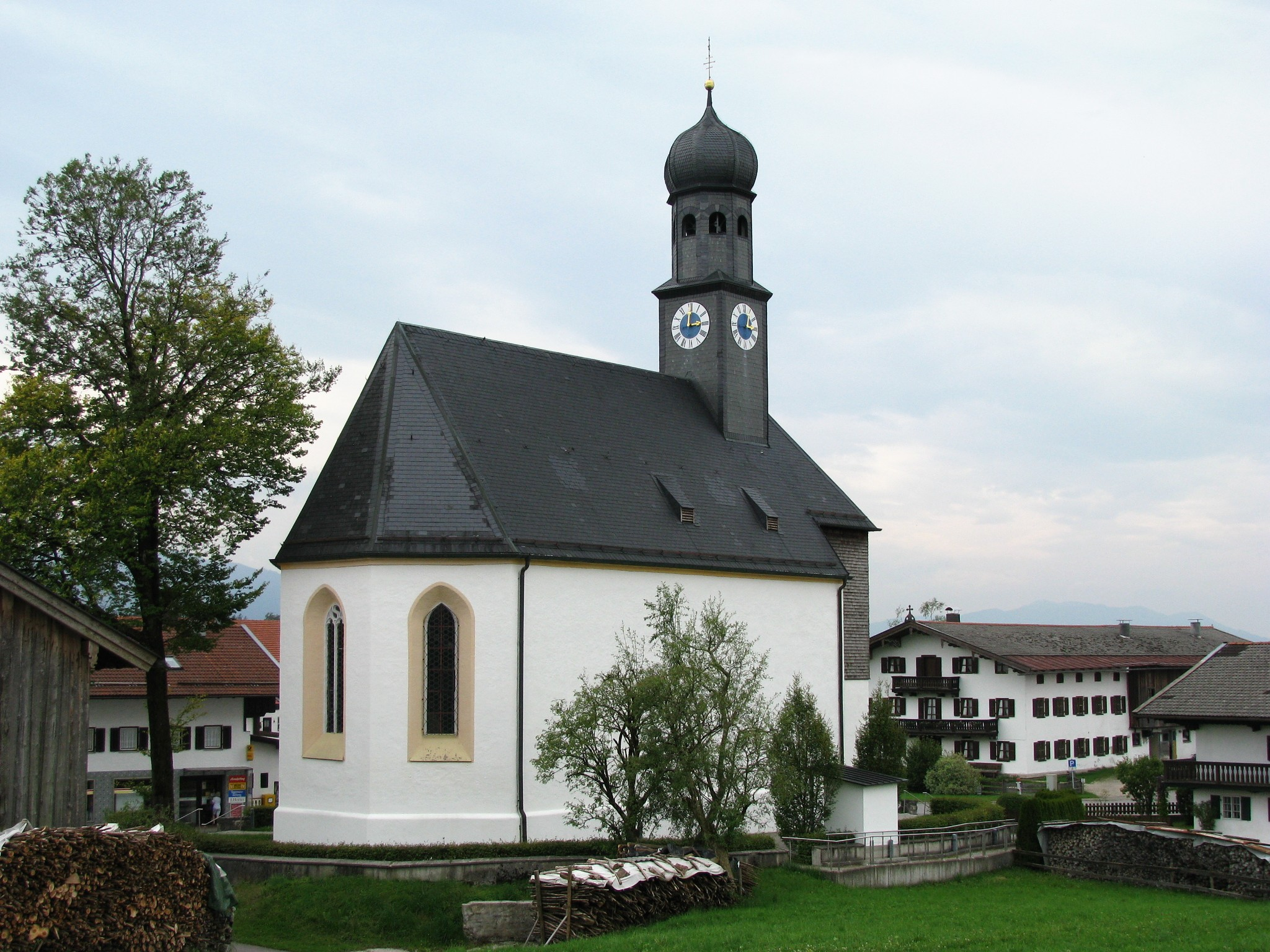
Außenansicht der Heilig-Kreuz-Kirche von Nordosten

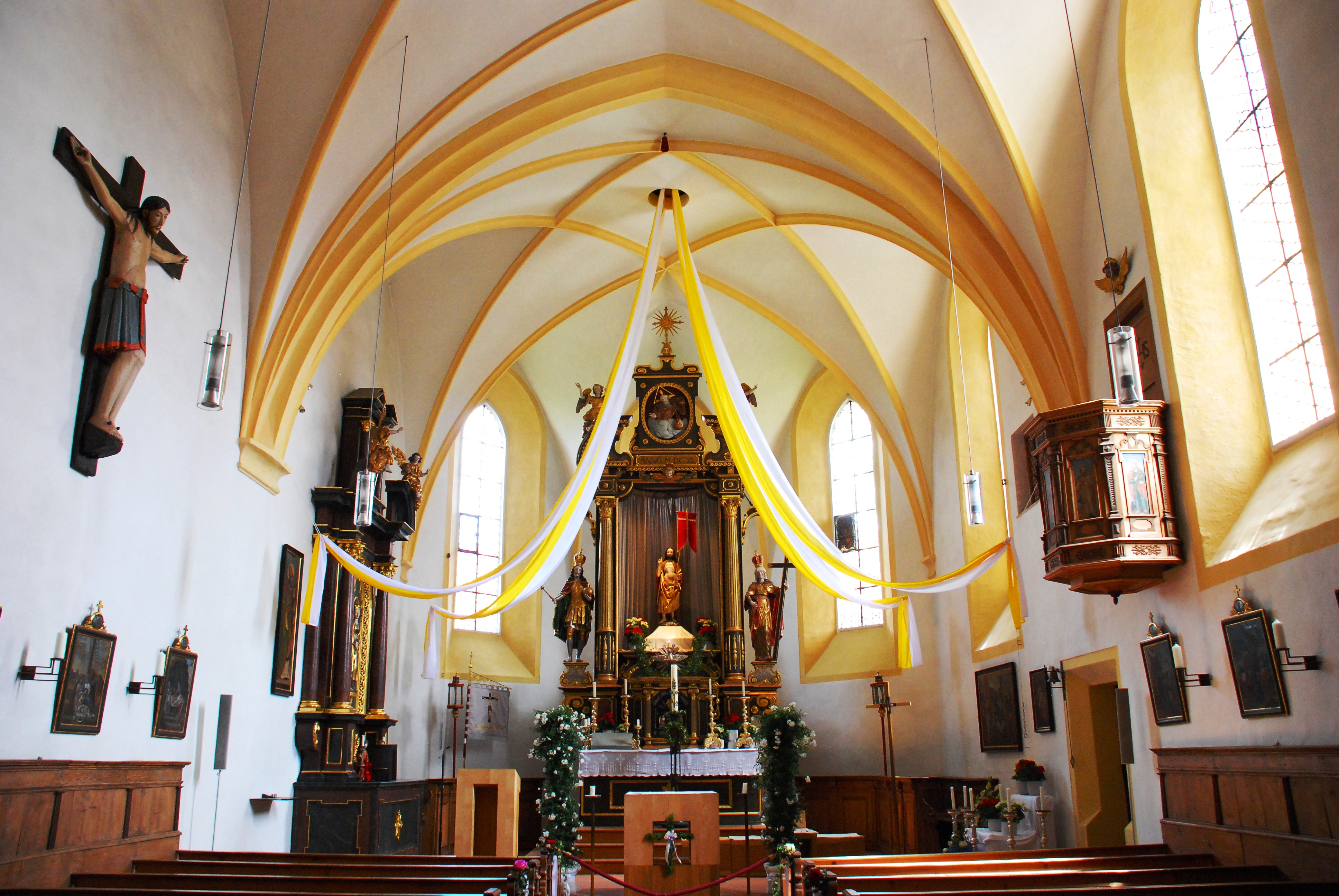
Innenansicht

Die römisch-katholische Kuratiekirche Heilig Kreuz in Schaftlach, einem Gemeindeteil der Gemeinde Waakirchen im oberbayerischen Landkreis Miesbach, wurde im Jahr 1315 erstmals erwähnt. Das Kirchengebäude in seiner heutigen Form wurde im Wesentlichen in den Jahren 1473 bis 1476 im spätgotischen Stil errichtet. Die Kirche enthält das weithin bekannte Schaftlacher Kreuz, eines der ältesten noch erhaltenen Monumentalkruzifixe, das aus dem späten 10. Jahrhundert datiert.

## Geschichte
Die Kirche Heilig Kreuz in Schaftlach wird im Jahr 1315 erstmals als eine der vom Kloster Tegernsee betreuten Kirchen erwähnt. Sechs Jahre nach der Klosteraufhebung 1803 wurde die bisher zur Pfarrei Gmund am Tegernsee gehörende Filialkirche Waakirchen zur selbständigen Pfarrei mit der Filiale Schaftlach erhoben. Im Jahr 1946 wurde Heilig Kreuz in Schaftlach dann eine Expositur, die 1949 zur Pfarrkuratie erklärt wurde. Heute bildet diese wieder einen Pfarrverband mit der ehemaligen Mutterpfarrei Waakirchen.
Der bestehende spätgotische Kirchenbau wurde in den Jahren 1473 bis 1476 vom Tegernseer Klosterbaumeister Alex Gugler errichtet. Die Schaftlacher Hauptstraße heißt dementsprechend im Bereich der Heilig-Kreuz-Kirche Alex-Gugler-Straße. Die erste Kirchweihe fand am 4. August 1476 statt. In der Barockzeit wurde die Heilig-Kreuz-Kirche umgestaltet. Um 1640 wurden große Teile der Kirchenausstattung barockisiert und die Sakristei umgebaut, im Jahr 1683 ein barocker Dachreiter aufgesetzt.

## Beschreibung

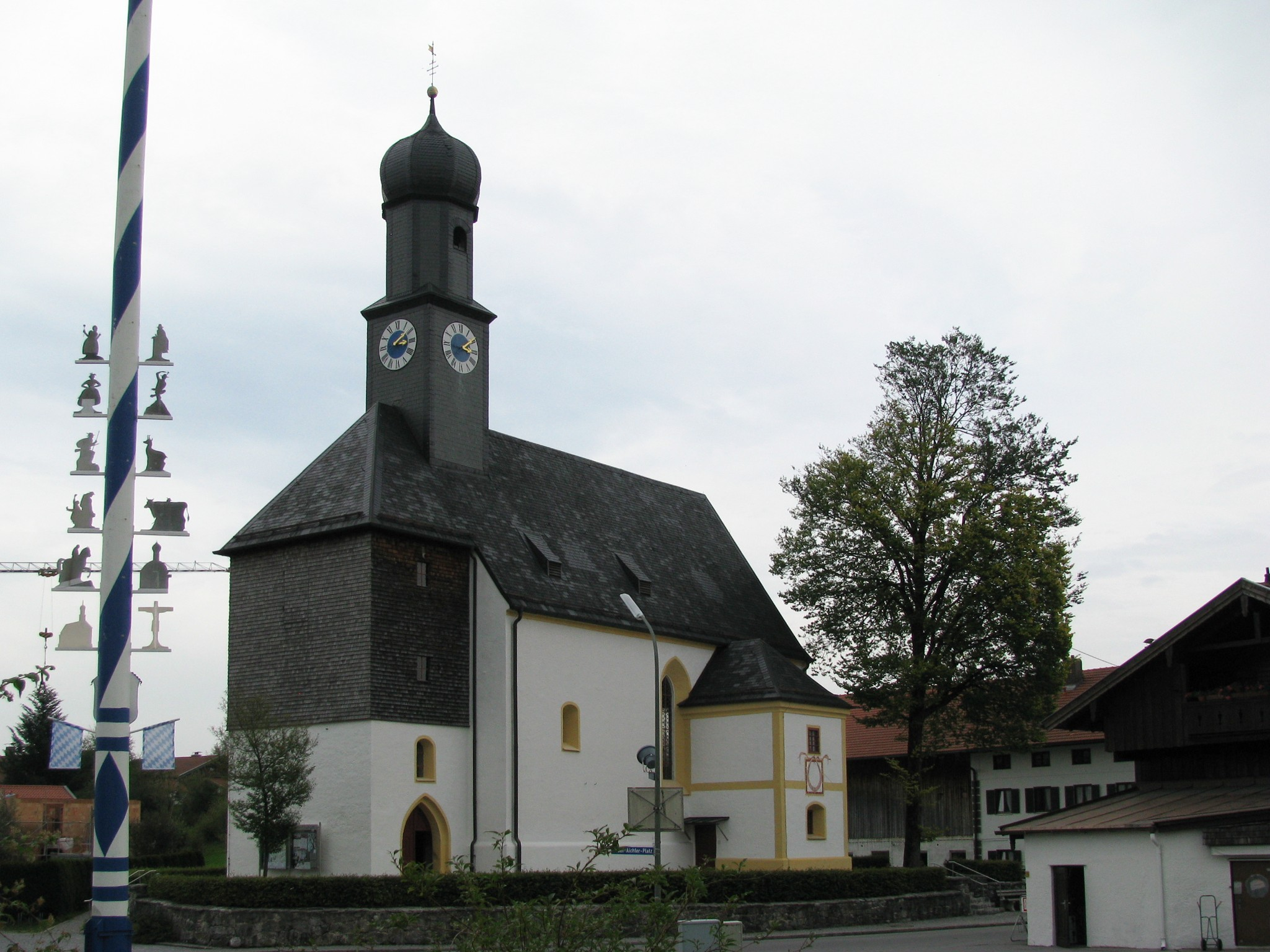
Außenansicht von Südwesten

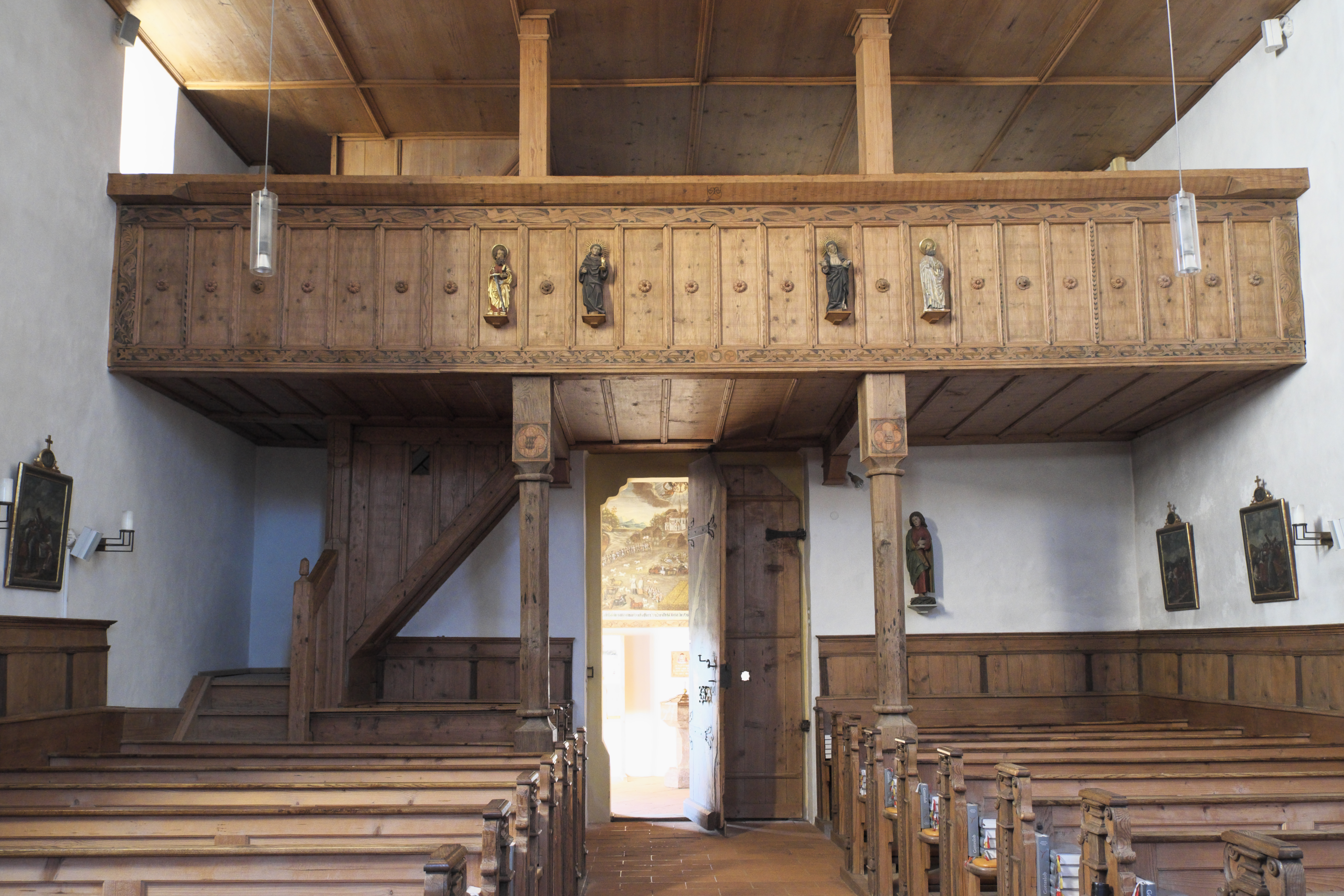
Blick zu den Emporen

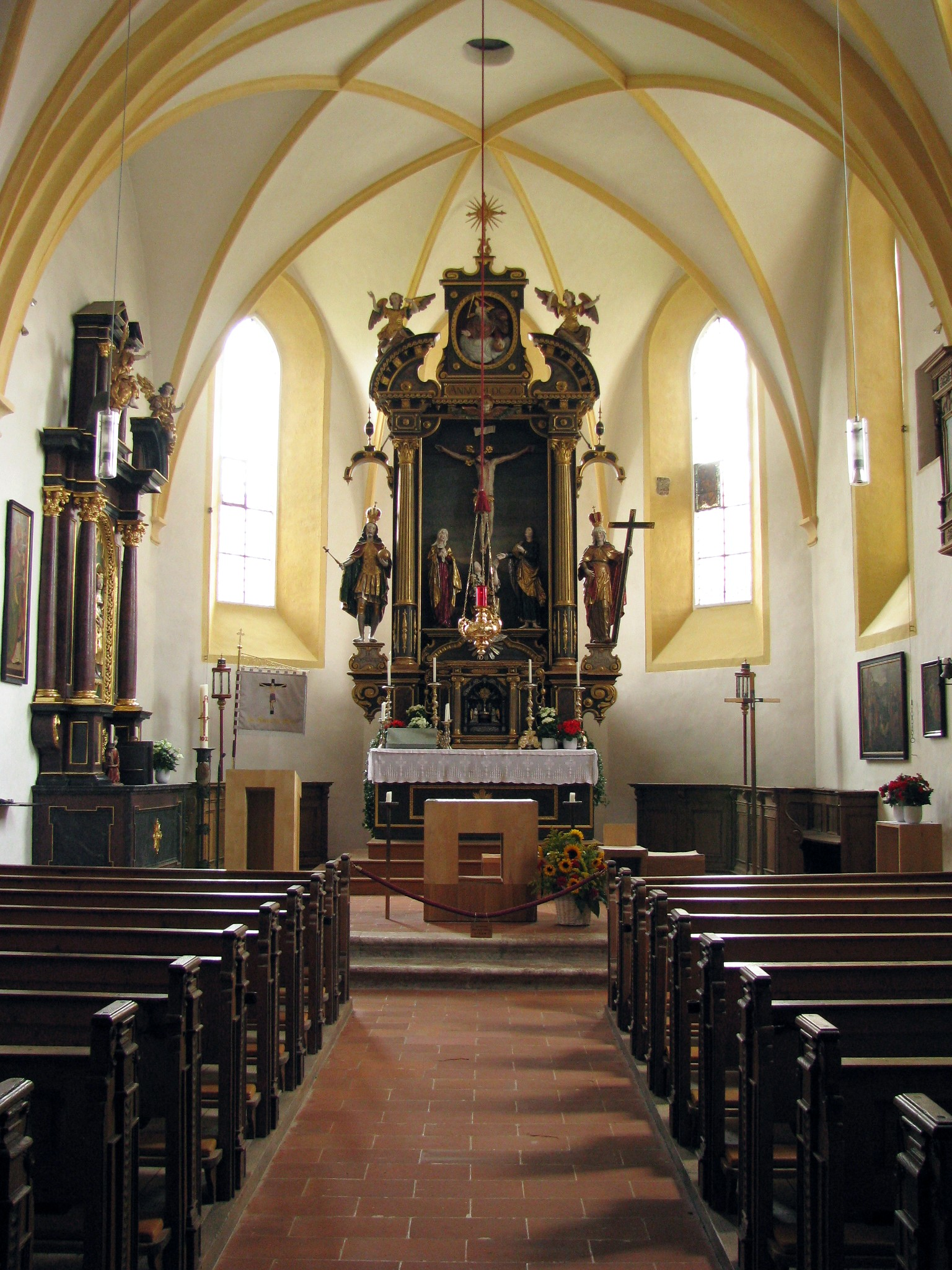
Altarraum

### Architektur
Der schlichte, kapellenartige Saalbau ist, wie fast alle mittelalterlichen Kirchen, mit dem dreiseitig geschlossenen Chor nach Osten ausgerichtet. Auffallend ist die große Höhe der sonst eher gedrungen wirkenden Kirche. Der nicht eingezogene Chorraum bezieht sein Licht aus vier spitzbogigen Fenstern, wobei das Fenster im Chorscheitel (im Inneren durch den Hochaltar verdeckt) als zweibahniges Maßwerkfenster ausgeführt ist. Das Langhaus, das mit dem Chor unter einem gemeinsamen Satteldach vereinigt ist, besitzt auf der Nordseite gar kein Fenster, auf der Südseite (zur Alex-Gugler-Straße hin) nur ein größeres, spitzbogig abschließendes Fenster. Auf der Südseite ist zudem die in der Barockzeit umgestaltete, zweigeschossige Sakristei angebaut. An deren Fassade befindet sich eine kunstvolle Sonnenuhr. Auf der Westseite schließt sich an das Langhaus ein dreigeschossiger Vorbau an, der ebenso hoch wie Langhaus und Chor ist und ein abgewalmtes Dach besitzt. Die beiden Obergeschosse sind holzvertäfelt; im Erdgeschoss befindet sich auf der Südseite eine spitzbogige Türöffnung. Der Vorbau bezieht sein Licht durch ein Glasgemälde, das im Jahr 1997 von Hans Gottfried von Stockhausen geschaffen wurde. Etwa auf Höhe des rückwärtigen Langhauses erstreckt sich ein quadratischer Dachreiter mit allseitigen Turmuhren gen Himmel. Mittels eines Gesimses geht dieser in einen achteckigen Querschnitt über, der wiederum von einer Zwiebelhaube mit Kugel und Kreuz bekrönt wird.
Der Innenraum wirkt trotz der geringen Anzahl an Fenstern hell und einladend. Das Presbyterium ist baulich nicht vom Langhaus getrennt, wie in vielen anderen Kirchen beispielsweise durch einen Chorbogen. Dadurch wird der Kirchenraum auch von einem einheitlichen, spätgotischen Kreuzrippengewölbe, das aus Konsolen in großer Höhe entspringt, überspannt. Die Gewölberippen sind, genauso wie die Lisenen rund um die Fensteröffnungen, gelb getüncht, während die Gewölberücklagen und die Seitenmauern in weißer Farbe ausgeführt sind. Im rückwärtigen Bereich des Kirchenschiffs ist eine doppelstöckige Holzempore eingezogen, die auf zwei Stützen links und rechts des Mittelgangs ruht. Auf Höhe des unteren Emporengeschosses befindet sich auf der Südseite ein zusätzliches kleines Fenster, im oberen Emporengeschoss ist die Orgel untergebracht. Während die untere Emporenbrüstung geschlossen ist, wurde die im oberen Geschoss untypischerweise als Balustrade ausgeführt.

### Ausstattung
Entsprechend dem Patrozinium der Kirche befindet sich in einer Nische am Hochaltar eine Kreuzreliquie, die in einem vergoldeten Ostensorium aufbewahrt wird. Zu dieser Kreuzpartikel setzte bereits im 16. Jahrhundert eine rege Wallfahrt ein. Ursprünglich war die Kreuzerhöhung, also das Patrozinium der Schaftlacher Kirche, am 3. Mai begangen worden. Im Zuge der Liturgiereform des 20. Jahrhunderts wurde der Termin auf den 14. September verschoben, aber am letzten Sonntag im April findet bis heute der Schaftlacher Kreuzritt statt. Dabei werden die berittenen Teilnehmer mit der Kreuzreliquie gesegnet.
Der Hochaltar in seiner heutigen Ausführung stammt aus dem Jahr 1641. In der zentralen Nische, also oberhalb der Kreuzreliquie, befindet sich eine Kreuzigungsgruppe, im Auszug eine Darstellung von Gott Vater mit dem gleichseitigen Dreieck als Symbol der Heiligen Dreifaltigkeit. An der Nordwand des Altarraums befindet sich ein barocker Seitenaltar. Im Zuge der Kirchenrenovierung in den Jahren 2000 bis 2002 wurde der Altarraum durch den Bildhauer Werner Mally neu gestaltet. Neben dem neuen Volksaltar, der als offener Würfel mit kreuzförmigem Hohlraum ausgeführt ist, gehören dazu der Ambo, die Sedilien, der Tabernakel, die Taufschale, die Apostelleuchter und das Vortragekreuz.
An der unteren Emporenbrüstung befinden sich vier Statuetten des Bildhauers Hans Haldner, die ursprünglich Teil des Chorgestühls des Klosterkirche Tegernsee waren. Neben weiteren Schnitzwerken der Spätgotik sind eine Madonnenfigur aus dem 14. Jahrhundert sowie eine thronende Figur des heiligen Ulrich, die als ein Hauptwerk des sogenannten „Meisters von Rabenden“ gilt, von besonderem Interesse.

### Schaftlacher Kreuz

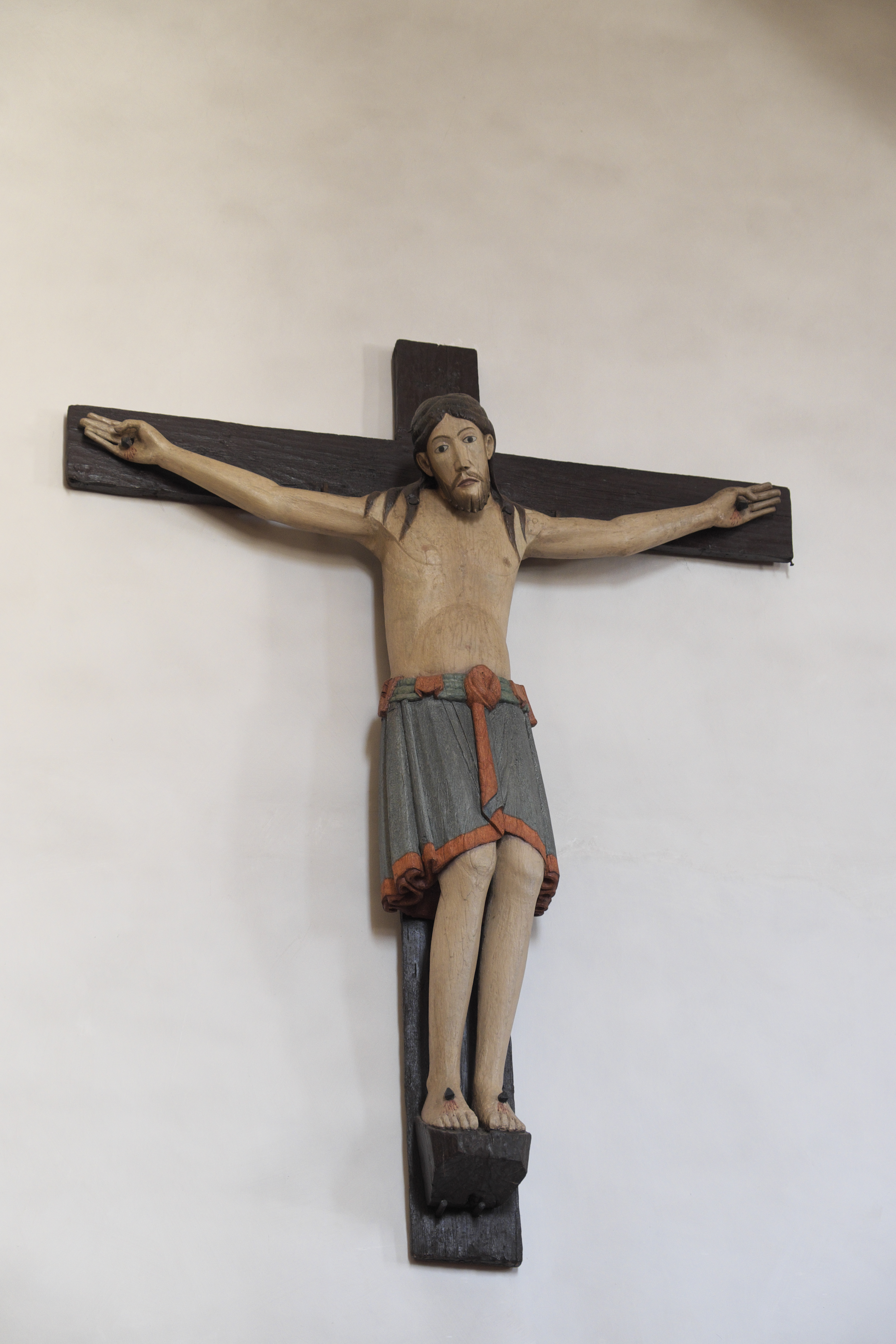
Schaftlacher Kreuz

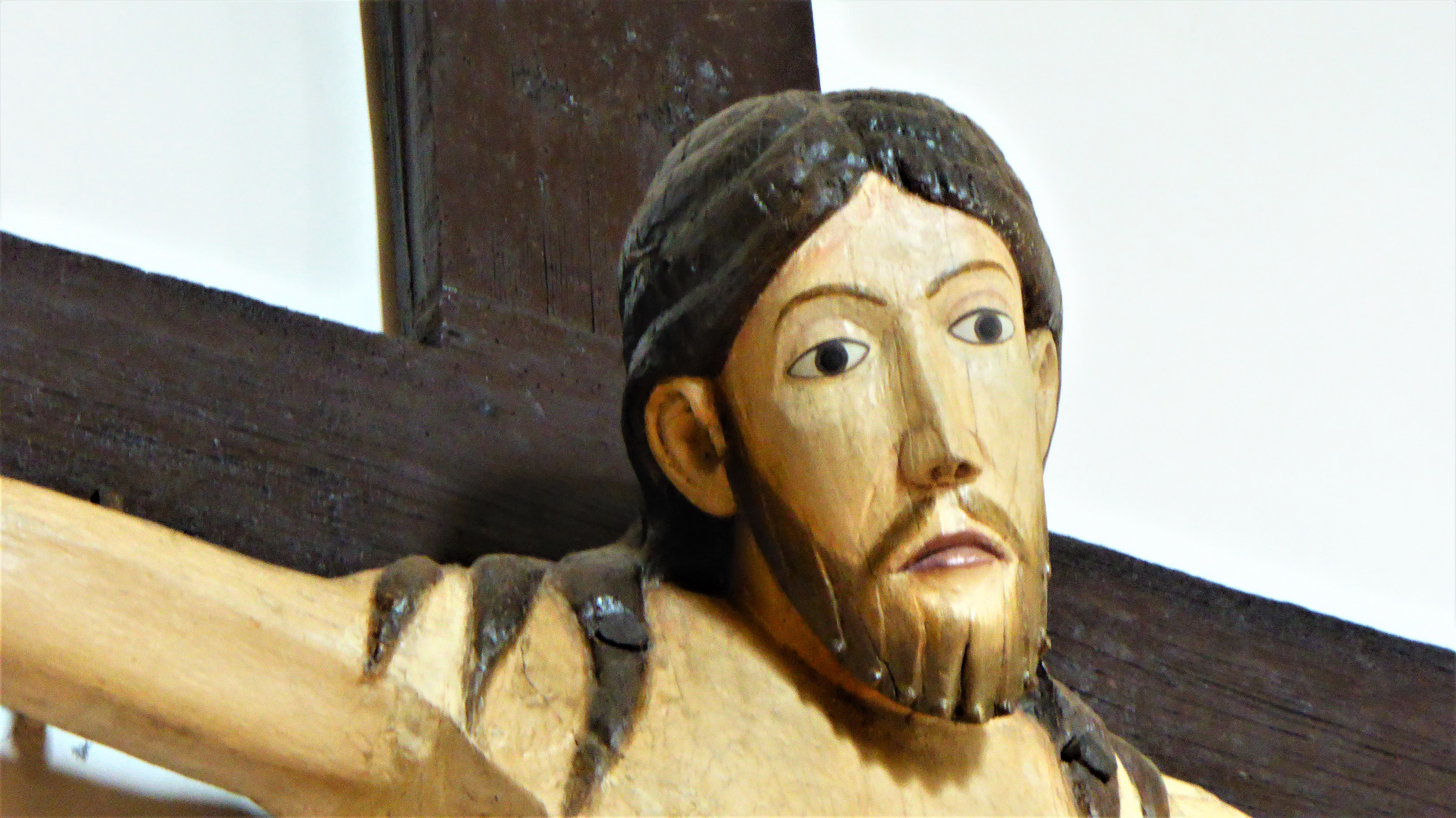
Antlitz des Jesus am Kreuz

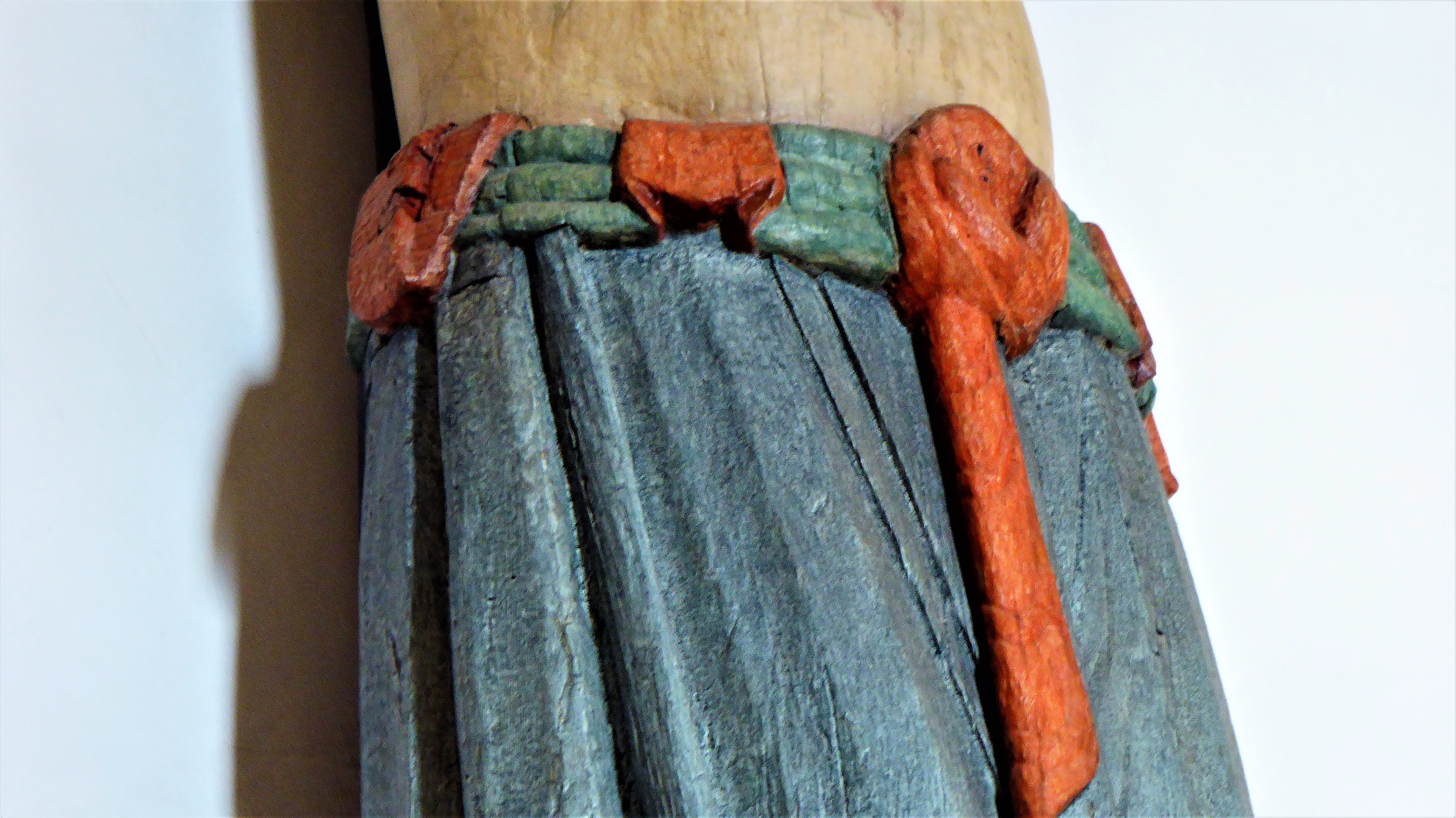
Lendenschurz des Jesus am Kreuz

Das bei Weitem bekannteste Ausstattungsstück der Heilig-Kreuz-Kirche ist das sogenannte Schaftlacher Kreuz. Es handelt sich hierbei streng genommen um ein Kruzifix, da das Kreuz einen Korpus trägt; deshalb ist auch die Bezeichnung Schaftlacher Kruzifix zu finden. Bis zum Jahr 2000 galt das Kreuz als ein bedeutendes Werk der Romanik in Bayern; es wurde allgemein in die Zeit um 1200 datiert. Versuche einer früheren Datierung blieben ohne wesentliche Auswirkung auf die kunstwissenschaftliche Literatur. Im Zuge einer anstehenden Restaurierung der Heilig-Kreuz-Kirche wurde das Kruzifix ab 1999 naturwissenschaftlich untersucht. Hierbei ergab die C14-Analyse, dass das Lindenholz des Korpus in der Zeit um 970 gefällt wurde. Damit gehört das Kruzifix zu den ältesten erhaltenen lebensgroßen Bildern des gekreuzigten Christus. Es entstand somit etwa gleichzeitig mit dem Gerokreuz im Kölner Dom sowie dem Triumphkreuz in der Aschaffenburger Stiftskirche. Gegenproben sowie weitere vertiefende Untersuchungen bestätigten die Datierung in die ottonische Zeit um 1000/1020.
Die Ergebnisse der Fassungsuntersuchungen wiesen am Kreuz so gute und umfangreiche Spuren der originalen Fassung der Entstehungszeit nach wie an keinem vergleichbaren mittelalterlichen Kreuz, wenn auch nur insgesamt zu etwa 9 %. Anfänglich wurde daher sogar eine Freilegung auf die originalen Fassungsreste erwogen. Dies musste später aus restauratorischen Gründen jedoch wieder verworfen werden. Am Ende entschied man sich für den Mittelweg zwischen der „Neufassung nach Befund“ und der „Konservierung der Sichtfassung“. Im Rahmen einer Festwoche im September 2006 wurde das Kruzifix nach umfangreicher Restaurierung wieder in die Heilig-Kreuz-Kirche verbracht.
Über die Herkunft des Kreuzes ist wenig bekannt. 1884 wurde es zum ersten Mal schriftlich in der Kirche von Schaftlach erwähnt. Es ist anzunehmen, dass die Herkunft des Kreuzes mit der Geschichte des Klosters Tegernsee in Verbindung gebracht werden kann, dem Schaftlach bis zur Säkularisation 1803 inkorporiert war. Möglicherweise ist es identisch mit jenem Kreuz („Heinrichskreuz“), vor dem der Überlieferung nach bereits Kaiser Heinrich II. nach einem verheerenden Brand im Kloster Tegernsee um 970/975 gebetet hat.